# 이창동
이창동(李滄東, 1954년 4월 1일~)은 대한민국의 소설가 겸 영화감독이다.
《초록물고기》로 데뷔해 《박하사탕》, 《오아시스》, 《밀양》, 《시》, 《버닝》 등 다수의 작품들로 각국 영화제의 수상 이력을 보유하고 있다. 대한민국의 대표적 작가주의 영화감독 중 한 명으로 손꼽힌다.

## 생애
경상북도 대구시(現 대구광역시)에서 태어나 경북대학교 사범대학 국어교육과를 졸업했다. 신일고등학교 국어 교사로 재직하다가 1983년 동아일보 신춘 문예에 중편 소설 〈전리〉(戰利)가 당선되면서 소설가로 등단하여 여러 편의 소설을 썼다. 1993년 영화 《그 섬에 가고 싶다》의 시나리오를 쓰고 조감독을 맡으면서 영화계에 데뷔했다. 영화계로 들어선 이후에는 소설보다 영화에 주력하게 되었다. 1997년 이스트 필름의 창립 작품이기도 한 한석규 주연의 영화 《초록물고기》를 통해 감독으로 데뷔하며 주목을 받기 시작했다. 2년 뒤 내놓은 영화 《박하사탕》은 1999년 부산국제영화제 개막작으로 선정되었으며, 설경구란 걸출한 배우를 탄생시켰다. 2002년 설경구, 문소리와 다시 호흡을 맞춘 영화 《오아시스》로 베네치아 국제 영화제에서 감독상을 수상했다. 2003년부터 2004년까지 문화관광부 장관을 지내기도 했다. 한국예술종합학교 영상원 영화과 교수를 맡고 있다. 2009년 열린 칸 영화제에서 타이완의 영화 배우 수치(서기)와 함께 심사위원으로 위촉되기도 했다. 2010년에 열린 50회 칸 영화제에서는 영화 《시》로 각본상을 수상했다.

## 작품 활동

### 영화 감독 작품
- 《초록 물고기》 (1997년) 각본・감독
- 《박하사탕》 (2000년) 각본・감독
- 《오아시스》 (2002년) 각본・감독
- 《밀양》 (2007년) 각본・감독・제작
- 《시》 (2010년) 각본・감독
- 《버닝》 (2018년) 각본・감독
- 《심장소리》 (2022년) 각본・감독
- 《가능한 사랑》 (미정) 각본・감독

### 참여 작품
- 《그 섬에 가고 싶다》(1993년) 조감독・각본
- 《아름다운 청년 전태일》(1995년) 각본
- 《한국 영화의 르네상스》(2005년) 출연
- 《두 번째 사랑》(2007년) 제작
- 《여행자》(2009년) 제작
- 《슈퍼스타》(2012년) 출연
- 《도희야》(2014년) 제작
- 《우리들》(2016년) 기획총괄
- 《싱글라이더》(2017년) 시나리오 기획

## 소설
- 《소지》 (문학과지성사, 1987년)
- 《녹천에는 똥이 많다》 (문학과지성사, 1992년)

## 경력
- 제64회 칸 영화제 비평가주간 심사위원장 (2011년)
- 제62회 칸 영화제 장편경쟁부문 심사위원 (2009년)
- 제5회 아시아나국제단편영화제 심사위원장 (2007년)
- 제8회 도쿄 필멕스 경쟁부문 심사위원 (2007년)
- 제12회 부산국제영화제 심사위원회 위원 (2007년)
- 제6대 문화관광부 장관 (2003년~2004년)
- 한국예술종합학교 영상원 교수 (2001년~)
- 영화인회의 정책위원장 (2001년)
- 스크린쿼터문화연대 정책위원장 (2000년)
- 유니코리아문예투자 이사 (1999년)
- 영양고등학교, 신일고등학교 교사 (1981년~1986년)

## 수상 내역
소설
- 1987년 이상문학상 추천우수상 《운명에 관하여》
- 1992년 한국일보문학상 《녹천에는 똥이 많다》

《아름다운 전태일》
- 1996년 제32회 백상예술대상 영화부문 시나리오상

《초록 물고기》
- 1997년 제33회 백상예술대상 영화부문 작품상
- 1997년 제33회 백상예술대상 영화부문 신인감독상
- 1997년 제33회 백상예술대상 영화부문 시나리오상
- 1997년 제16회 벤쿠버 국제영화제 용호상
- 1997년 제35회 대종상 시나리오상
- 1997년 제35회 대종상 심사위원특별상
- 1997년 제17회 한국영화평론가협회상 각본상
- 1997년 제17회 한국영화평론가협회상 최우수작품상
- 1997년 제18회 청룡영화상 감독상
- 1997년 제18회 청룡영화상 최우수작품상
- 1998년 제3회 씨네21 영화상 올해의 영화상
- 1998년 제3회 씨네21 영화상 올해의 신인감독상
- 1998년 제27회 로테르담 국제영화제 넷팩(NETPAC)상 특별언급

《박하사탕》
- 2000년 제35회 카를로비바리 국제영화제 심사위원특별상
- 2000년 제35회 카를로비바리 국제영화제 FICC 돈키호테상
- 2000년 제35회 카를로비바리 국제영화제 넷팩(NETPAC)상 특별언급
- 2000년 제1회 한국영화축제 영화인이 선정한 각본상
- 2000년 제1회 한국영화축제 관객들이 뽑은 감독상
- 2000년 제1회 한국영화축제 영화인들이 뽑은 감독상
- 2000년 제20회 한국영화평론가협회상 최우수작품상
- 2000년 제20회 한국영화평론가협회상 감독상
- 2000년 제20회 한국영화평론가협회상 각본상
- 2000년 제8회 춘사영화상 올해의 각본상
- 2000년 제37회 대종상 시나리오상
- 2000년 제37회 대종상 감독상
- 2000년 제37회 대종상 최우수작품상
- 2000년 제21회 청룡영화상 각본상
- 2000년 제2회 브라티슬라바 국제영화제 심사위원특별상

《오아시스》
- 2002년 제59회 베니스 영화제 은사자상(감독상)
- 2002년 제59회 베니스 영화제 특별감독상
- 2002년 제59회 베니스 영화제 국제영화비평가연맹(FIPRESCI)상
- 2002년 제59회 베니스 영화제 시그니스(SIGNIS)상
- 2002년 제3회 베르겐 국제영화제 심사위원상 특별언급
- 2002년 제22회 한국영화평론가협회상 최우수작품상
- 2002년 제3회 부산영화평론가협회상 각본상
- 2002년 제10회 춘사영화상 춘사대상
- 2002년 제10회 춘사영화상 올해의 감독상
- 2002년 제10회 춘사영화상 각본상
- 2002년 제1회 대한민국 영화대상 감독상
- 2002년 제1회 대한민국 영화대상 각본각색상
- 2002년 제1회 대한민국 영화대상 작품상
- 2002년 제21회 밴쿠버 영화제 치프 댄 조지 인도주의상
- 2003년 제39회 백상예술대상 영화부문 작품상
- 2003년 제39회 백상예술대상 영화부문 감독상
- 2003년 제13회 브리즈번 국제영화제 넷팩(NETPAC)상
- 2003년 제3회 대한민국청소년영화제 인기감독상
- 2003년 제15회 카스텔리나리아 국제 청소년영화제 스리 캐슬(Three Castles)상
- 2003년 제8회 가르덴 독립영화제 관객상

《밀양》
- 2007년 제1회 아시아태평양 스크린어워즈 최우수작품상
- 2007년 제6회 대한민국 영화대상 감독상
- 2007년 제6회 대한민국 영화대상 작품상
- 2007년 제10회 디렉터스 컷 시상식 올해의 감독상
- 2008년 제2회 아시안 필름 어워즈 작품상
- 2008년 제2회 아시안 필름 어워즈 감독상
- 2008년 제10회 아시아영화평론가협회 각본상
- 2008년 제44회 백상예술대상 영화부문 감독상

《시》
- 2010년 제63회 칸 영화제 각본상
- 2010년 제63회 칸 영화제 에큐메니컬(Ecumenical)상 특별언급
- 2010년 제19회 부일영화상 최우수작품상
- 2010년 제19회 부일영화상 각본상
- 2010년 제47회 대종상 시나리오상
- 2010년 제47회 대종상 최우수작품상
- 2010년 제30회 한국영화평론가협회상 각본상
- 2010년 제30회 한국영화평론가협회상 최우수작품상
- 2010년 제8회 대한민국 영화대상 각본상
- 2010년 제8회 대한민국 영화대상 감독상
- 2010년 제8회 대한민국 영화대상 작품상
- 2010년 제11회 부산영화평론가협회상 베스트 영화 3
- 2010년 제4회 아시아태평양 스크린어워즈 감독상
- 2010년 제6회 대한민국 대학영화제 작품상
- 2011년 제2회 올해의 영화상 작품상
- 2011년 제21회 트롬쇠 국제영화제 오로라상
- 2011년 제5회 아시안 필름 어워즈 각본상
- 2011년 제5회 아시안 필름 어워즈 감독상
- 2011년 제25회 프리부르 국제영화제 황금시선상(그랑프리)
- 2011년 제25회 프리부르 국제영화제 국제영화비평가연맹(FIPRESCI)상
- 2011년 제47회 백상예술대상 영화부문 감독상
- 2012년 제18회 클로트루디스 시상식 각본상

《버닝》
- 2018년 제71회 칸 영화제 국제영화비평가연맹(FIPRESCI)상
- 2018년 제2회 신필름 예술영화제 신상옥 감독상
- 2018년 제25회 아다나 국제영화제 골든볼상(최우수작품상)
- 2018년 제27회 부일영화상 최우수 감독상
- 2018년 제2회 핑야오 국제영화제 동서교류공헌상
- 2018년 제55회 대종상 최우수작품상
- 2018년 제38회 한국영화평론가협회상 국제영화비평가연맹 한국본부상
- 2018년 제38회 한국영화평론가협회상 올해의 영화 11선
- 2018년 제18회 디렉터스 컷 시상식 올해의 특별언급
- 2018년 제3회 프렌치 시네마 투어 에뚜왈 뒤 시네마(Etoile du Cinéma)상
- 2018년 제28회 오슬로 필름 프롬 더 사우스 영화제 실버미러(Silver mirror)상
- 2018년 제7회 키웨스트 영화제 최우수외국어영화상
- 2018년 제90회 전미 비평가 위원회 Top 5 외국어영화
- 2018년 제12회 아시아태평양 스크린어워즈 심사위원대상
- 2018년 제22회 토론토 영화 비평가 협회 최우수작품상 2위
- 2018년 제22회 토론토 영화 비평가 협회 최우수외국어영화상
- 2018년 제22회 토론토 영화 비평가 협회 감독상 2위
- 2018년 제44회 로스앤젤레스 영화 비평가 협회 최우수작품상 2위
- 2018년 제44회 로스앤젤레스 영화 비평가 협회 최우수외국어영화상
- 2018년 제3회 뉴멕시코 영화 비평가 협회 최우수작품상 2위
- 2018년 제3회 뉴멕시코 영화 비평가 협회 최우수외국어영화상
- 2018년 제3회 뉴멕시코 영화 비평가 협회 감독상 2위
- 2018년 제3회 뉴멕시코 영화 비평가 협회 각색상
- 2018년 제1회 런던 영화 주간 최우수작품상
- 2018년 제1회 런던 영화 주간 감독상
- 2018년 제1회 런던 영화 주간 각본상
- 2018년 제18회 디렉터스 컷 시상식 올해의 특별언급
- 2018년 제76회 유타 영화 비평가 협회 비영어영화상 2위
- 2018년 제1회 그레이터 웨스턴 뉴욕 영화 비평가 협회 최우수외국영화상
- 2019년 제17회 콜럼버스 영화 비평가 협회 최우수외국어영화상 2위
- 2019년 제17회 콜럼버스 영화 비평가 협회 각색상 2위
- 2019년 제53회 전미 비평가 협회 감독상 2위
- 2019년 제14회 오스틴 영화 비평가 협회 최우수외국어영화상
- 2019년 제4회 프랑스 비평가 협회(Club Média Ciné) 외국어영화 부문 그랑프리
- 2019년 제10회 올해의 영화상 감독상
- 2019년 제16회 아메리칸 필름 어워즈 최고의 드라마 영화상
- 2019년 제38회 벨기에 영화 프레스 연합 시상식 대상
- 2019년 제16회 인터내셔널 시네필 소사이어티 어워즈 최우수작품상 2위
- 2019년 제16회 인터내셔널 시네필 소사이어티 어워즈 최우수비영어작품상 2위
- 2019년 제16회 인터내셔널 시네필 소사이어티 어워즈 각색상
- 2019년 제21회 아시아영화평론가협회 감독상
- 2019년 제13회 아시안 필름 어워즈 공로상
- 2019년 제13회 아시안 필름 어워즈 감독상
- 2019년 제17회 피렌체 한국 영화제 코리아니 오리종티
- 2019년 제7회 MOOV 영화제 셈베네(Sembène)상
- 2019년 제45회 새턴상 최우수외국영화상
- 2019년 제5회 시네리브리 국제 도서영화제 최우수 문학각색 작품상

수훈
- 2002년 대한민국 보관문화훈장(3등급)
- 2006년 프랑스 레지옹 도뇌르 훈장 오피시에

## 같이 보기
- 한국 영화